# Halotan
Halotan (łac. Halothanum) – organiczny związek chemiczny; fluorowcowa pochodna etanu.
Związek ten ma silne działanie usypiające. Jest stosowany we wziewnym  znieczuleniu ogólnym, samodzielnie lub w połączeniu z innymi anestetykami. 
W temperaturze pokojowej jest to niepalna, bezbarwna ciecz o temperaturze wrzenia 50 °C.

## Działanie
Charakteryzuje się silnym działaniem anestetycznym, słabym przeciwbólowym i niewielkim rozkurczającym na mięśnie szkieletowe. W mieszaninie łączony jest z powietrzem, tlenem lub z mieszaniną tlen-podtlenek azotu i w ciągu kilku minut wywołuje znieczulenie, którego głębokość jest proporcjonalna do zastosowanej dawki. Znieczulenie chirurgiczne występuje przy stężeniu 12 mg% halotanu we krwi. Szybko wydala się przez płuca w 80%, pozostała część jest metabolizowana w wątrobie i wydalona przez nerki.

## Interakcje
- Potęguje działanie galaminy i tubokuraryny.
- Wzmaga toksyczne działanie fenytoiny.
- Uczula mięsień sercowy na środki beta-adrenergiczne i sympatykomimetyki. Adrenalina podana pozajelitowo szczególnie dożylnie wywołać może ciężkie zaburzenia rytmu serca z migotaniem komór.
- Morfina wzmaga depresyjne działanie halotanu na ośrodek oddechowy.
- Zwiększa wrażliwość na insulinę, nasila działanie glikozydów nasercowych.
- Zmniejsza reakcję organizmu w odpowiedzi na hipowolemię.

## Przeciwwskazania
- wstrząs oligowolemiczny
- wysokie ciśnienie wewnątrzczaszkowe
- nadczynność tarczycy
- choroby wątroby
- pierwszy trymestr ciąży
- okres porodu
- u chorych z podwyższoną temperaturą ciała
- ostrożnie stosuje się w cukrzycy

Nie należy stosować łącznie z:
- chloropromazyną,
- adrenaliną i innymi sympatykomimetykami,
- środkami beta-adrenergicznymi.

## Działania niepożądane
- Działa depresyjnie na układ sercowo-naczyniowy powodując bradykardię – duże zwolnienie uderzeń serca, nawet do 30/min. oraz na oddychanie powodując bradypnoe – częstość oddechów jest mniejsza, ruchy oddechowe są płytsze i wolniejsze.
- Zaburza działanie baroreceptorów (presoreceptorów).
- Powoduje zmniejszenie kurczliwości mięśni naczyń krwionośnych (obniża się ciśnienie tętnicze) oraz mięśnia sercowego – spada objętość wyrzutowa serca, powoduje zaburzenia rytmu.
- Obniża napięcie mięśnia ciężarnej macicy, zwiększa ryzyko krwotoku poporodowego oraz rozluźnia mięśnie jelit.
- Przedawkowany powoduje uszkodzenie czynności nerek i toksyczne uszkodzenie wątroby niekiedy z żółtaczką.
- Halotan w 80% wydalany jest przez płuca. Pozostałe 20% ulega rozpadowi w wątrobie na drodze oksydacyjnej tworząc nieszkodliwe produkty. Jeżeli rozpad halotanu w wątrobie będzie się odbywał na drodze redukcji (beztlenowej) powstaną produkty toksyczne, które w połączeniu z lipoproteinami spowodują martwicę hepatocytów.
- Możliwość rozwoju zespołu hipertermii złośliwej.
- Wzrost ciśnienia śródczaszkowego.
- Dreszcze podczas wybudzania.

## Dawki
Wprowadzenie do znieczulenia 2-4% obj.
Utrzymanie znieczulenia: 2,5-3% jako pojedynczy anestetyk, 0,25-2,0% obj. w połączeniu z innymi.